# Symphonie no 1 de Fibich
Pour les articles homonymes, voir Symphonie nº 1.
La Symphonie no 1 en fa majeur, op. 17, Hud. 270 est la première des trois symphonies de maturité du compositeur tchèque Zdeněk Fibich. Elle a été écrite entre 1877 et 1883. Son exécution prend environ 30-35 minutes.

## Historique
Zdeněk Fibich s'est intéressé à la symphonie dès son plus jeune âge. À l'âge de quatorze ans (en 1865), il a composé sa première symphonie en mi bémol majeur, qu'il a détruite plus tard. Deux ans plus tard, il écrit une autre symphonie en sol mineur, qu'il a jouée et dirigée lui-même à Chrudim le 6 octobre 1867. Même cette symphonie n'a pas été conservée, à l'exception du scherzo, que Fibich a utilisé bien des années plus tard dans le 4e mouvement de sa première symphonie.
La symphonie a été écrite dans un laps de temps relativement long. Le 1er mouvement a été écrit en 1877, immédiatement après l'achèvement de l'opéra Blaník, le 2e mouvement un an plus tard. Les deux premiers mouvements ont été joués pour la première fois en 1879 lors d'un concert de l'Association des journalistes tchèques. Cependant, Fibich ne s'est remis au travail pour terminer la symphonie que plusieurs années plus tard. Entre-temps, son style a connu un développement considérable, culminant dans l'opéra Nevěsta Messinská (La Fiancée de Messine). En 1882, il écrit le 3e mouvement et l'année suivante le 4e mouvement de la première symphonie, à qui il a donné un numéro d'opus. L'ensemble de la symphonie a été joué pour la première fois par l'Orchestre du Théâtre national de Prague sous la direction du chef d'orchestre Adolf Čech le 3 mai 1883, lors du concert jubilaire de l'Umělecká beseda.

## Structure de la symphonie
L'ambiance générale de la symphonie est optimiste, elle évoque un « sentiment de vie heureux »; c'est une « symphonie de la jeunesse de Fibich ». Le romantisme naturel est fortement présent, surtout l'atmosphère de la forêt, particulièrement proche de Fibich en fils de forestier. Cet accord naturellement romantique à pastoral évoque la Symphonie pastorale de Beethoven, la Symphonie le Printemps de Schumann ou des compositions de Carl Maria von Weber, mais aussi des compositions contemporaines d'Antonín Dvořák, un aîné de Fibich.

### 1ermouvement   (Allegro moderato)
Le premier mouvement évoque immédiatement l'atmosphère d'une promenade en forêt, dominée par le son grave des cors, qui répondent aux trémolos rapides (« bruissement ») des cordes. Le mouvement a une forme sonate, où le thème principal diversement varié, mais toujours héroïque, alterne avec un thème secondaire lyrique et chantant.

### 2emouvement (Allegro assai-Poco vivace)
Le deuxième mouvement est un scherzo en trois parties, qui fait contraste avec le romantisme subjectif du premier mouvement de type plus classique. En même temps, il a un caractère plus populaire, ce qui est souligné par l'utilisation d'une polka à la place dans la partie médiane d'un trio (Poco vivace).

### 3emouvement (Adagio non troppo-Poco andante)
Cet mouvement, qualifié par le compositeur de « romance » (ala romanza), a un caractère épique. Ses parties extrêmes sonnent comme une rhapsodie mélancolique, la courte partie médiane (Poco andante) contraste par un ton direct et optimiste.

### 4emouvement (Allegro con fuoco e vivace)
Dans ce mouvement, également de forme-sonate, le compositeur a utilisé le matériau musical du rondo original de sa première symphonie en sol mineur, qu'il a habilement traité dans diverses variations et d'une part relié au thème du 1er mouvement, d'autre part dont l'intensité monte jusqu'au finale, clôturant ainsi la forme cyclique de la symphonie. .

## Enregistrements
À l'heure actuelle, les enregistrements suivants sont disponibles sur des supports musicaux (CD) :
- 1950, chef d'orchestre Karel Šejna, Orchestre philharmonique tchèque. Disque Supraphon sorti plusieurs fois en  CD, le plus récemment dans un ensemble de symphonies de Fibich sous le nom de SU 3618-2 902
- 1985, chef d'orchestre Petr Vronský (en), Orchestre philharmonique de Brno, Supraphon 32CO-1091
- 1993, chef d'orchestre Neeme Järvi, Orchestre symphonique de Détroit. Un enregistrement de Chandos, sorti pour la dernière fois dans un ensemble de symphonies de Fibich sous le numéro 9682 (2)
- 1996, direction Andrew Mogrelia, Orchestre Symphonique Razumowsky, Naxos 8.553699